# 43e division d'infanterie (États-Unis)
La 43e division d'infanterie (43rd Infantry Division) était une division de l'armée des États-Unis de 1925 à 1967, qui a servi dans le théâtre d'opérations du Pacifique durant la Seconde Guerre mondiale. Elle a été activée le 21 mars 1925 comme division de la Garde nationale dans le Connecticut, le Maine, le Rhode Island, et le Vermont. Le 143rd Area Support Group de la Garde nationale du Connecticut est aujourd'hui le gardien des traditions de la division.

## Création
La 43e division d'infanterie, dont l'état-major était situé à Hartford, dans le Connecticut, a été activée pour la première fois en 1925. La 43e division était constituée de deux brigades d'infanterie, la 85e dans le Connecticut et la 86e dans le Vermont. La 85e brigade était composée des 102e et 169e régiments d'infanterie, tous deux basés dans le Connecticut. La 86e brigade, quant à elle, était constituée du 172e régiment d'infanterie dans le Vermont et du 103e régiment d'infanterie dans le Maine. Lui était détaché la 68th Field Artillery Brigade qui était basée à Providence, dans le Rhode Island.

## Seconde Guerre mondiale
- Activation : 24 février 1941.
- Déploiement outre-mers : 1er octobre 1942.
- Campagnes : Nouvelle-Guinée, îles Salomon, Luçon.
- Distinguished Unit Citation : 5.
- Décorations : Medal of honor-2 ; Distinguished Service Cross-40 ; Distinguished Service Medal-2 ; Silver Star-736 ; Legion of Merit-53; Soldier's Medal-51 ; Bronze Star-2,496 ; Air Medal-27.
- Commandants : Maj. Gen. Morris B. Payne (février 1941-août 1941), Maj. Gen. John H. Hester (août 1941-juillet 1943), Maj. Gen. Leonard F. Wing (août 1943 jusqu'à la désactivation).
- Retour aux États-Unis : 19 octobre 1945.
- Désactivation : 26 octobre 1945.

### Composition de la division
- 103rd Infantry Regiment
- 169th Infantry Regiment
- 172nd Infantry Regiment
- 103rd Field Artillery Battalion
- 152nd Field Artillery Battalion
- 169th Field Artillery Battalion
- 192nd Field Artillery Battalion (155 mm)
- 43rd Signal Company
- 743rd Ordnance Company
- 43rd Quartermaster Company
- 43rd Reconnaissance Troop
- 118th Engineer Battalion
- 118th Medical Battalion
- 43rd Counter Intelligence Detachment

### Chronique des combats
La 43e division d'infanterie débarque en Nouvelle-Zélande le 23 octobre 1942. Le 172e régiment d'infanterie arrive sur l'île d'Espiritu Santo le 26 octobre. La division fait mouvement pour rejoindre Nouméa, en Nouvelle-Calédonie, en novembre et sur Guadalcanal, le 17 février 1943. Les îles Russell sont conquises et occupées sans opposition, le 21 février, et l'entraînement de la division se poursuit. Les éléments débarqués sur les îles de Vangunu et de Rendova purent s'en rendre maîtres en subissant une résistance mineure le 30 juin. L'île de Rendova est un point majeur pour l'assaut sur l'île de Nouvelle-Géorgie.
L'assaut sur l'île de Nouvelle-Géorgie rencontre une résistance ennemie fortement déterminée. Les Japonais ont lutté violemment avant de renoncer à la localité de Munda et son aérodrome, le 5 août. Les localités de Vela Cela et Baanga sont prises facilement, mais les Japonais résistent opiniâtrement sur l'île de Arundel avant de se replier le 22 septembre.
Après un entraînement à Munda, la 43e est déplacée vers Guadalcanal et de là en Nouvelle-Zélande pour se reposer et compléter ses effectifs.
Le 19 juillet 1944, la division, censée assumer des positions défensives dans la ville de Aitape (Nouvelle-Guinée), est engagée dans des patrouilles et des reconnaissances autour de la ville de Tadji et le long de la rivière Drinumor, le 25 juillet, et reprend l'offensive le 8 août 1944. La résistance organisée japonaise cesse le 25 août.
Le 9 janvier 1945, la 43e division mène un débarquement dans la zone de la ville de San Fabian (Philippines), le golfe de Lingayen, et l'île de Luçon. Sous le feu ennemi, la division sécurise la tête de plage et se bat dans la plaine de Lingayen jusqu'au 12 février. L'offensive contre l'ennemi reprend au nord et à l'ouest du Fort Stotsenburg le 27 février. Après la fin de la résistance japonaise dans les monts Zambales et avec l'aide des Philippine Commonwelth forces, la 43e division se rue au Sud contre la ligne Shimbu. Le 6 mai 1945, l'attaque continue aux alentours de la ville de Bulacan. Le barrage d'Ipo est sécurisé et l'opposition ennemie est disloquée dans la région d'Ipo le 19 mai. Le nettoyage de la zone continue jusqu'au 30 juin 1945. La division quitte Manille, du 7 au 13 septembre, pour prendre part à l'occupation du Japon avant de le quitter à son tour pour rentrer aux États-Unis.

## Après-guerre
En 1946, la division est encore réorganisée, et est maintenant constituée d'unités provenant du Connecticut, du Vermont et du Rhode Island.
Le 172nd Infantry regiment avec le 206th Field Artillery Battalion sont basés dans le Vermont. Le quartier général de la division, les 102nd et 169th Infantry Regiments, et les 963rd Field Artillery et 192nd Field Artillery Battalions sont stationnés dans le Connecticut. En complément, le Connecticut est aussi l'état de garnison du 143rd Tank Battalion. Le Rhode Island est l'état de garnison du quartier général du 43rd Division Artillery Battalion, du 103rd Field Artillery Battalion, du 118th Engineer Battalion et de la 43rd Signal Company. Les unités de Combat Support sont basées uniformément dans les trois États.
Durant le conflit coréen, la 43e division est rappelée en service actif armé le 5 septembre 1950, et devient une partie des forces de l'OTAN dans la défense de l'Allemagne. Les unités composant la division sont stationnées dans le Land de Bavière, dans les villes d'Augsbourg, Munich, Bad Tölz, Nuremberg et Schwabach.
Le 15 juin 1954, la 43e division est libérée du service actif armé et repasse sous le contrôle des États. Le 16 décembre 1967, la 43e division est désactivée et réorganisée en une compagnie de QG, nommée 43e brigade, au sein de la 26e division d'infanterie, aussi appelée « Yankee Division ». La 43e brigade est relevée de son affectation à la 26e division le 1er septembre 1993, quand la 26e division est dissoute à son tour.

## Sources
- (en) « 43d Infantry Division », dans The Army Almanac : A Book of Facts Concerning the Army of the United States, Washington, U.S. Government Printing Office, 1950 (OCLC 1358751, lire en ligne), p. 543